# 弗拉基米尔·柯罗连科
弗拉基米尔·加拉克季奥诺维奇·柯罗连科（俄语：Влади́мир Галактио́нович Короле́нко，羅馬化：Vladimir Galaktionovich Korolenko，1853年7月27日—1921年12月25日）俄国作家、记者、人权活动家。著有根据自己在西伯利亚流放经历所写的多部短篇小说，最著名的是《盲音乐家》。晚年的柯罗连科对于俄国内战双方所实行的恐怖政策都有批评。

## 早年
弗拉基米尔·柯罗连科出生于沃利尼亞省的日托米尔。他的父亲生于波尔塔瓦，是一位乌克兰哥萨克，担任过地区法官，“正如他的儿子后来记得的那样，在他的同僚中看起来有着堂吉诃德的挑衅般的诚实和拒绝收受贿赂”。他的母亲具有波兰血统。直到1863年一月起义之后，柯罗连科家才不得不“选择”其国籍，决定“成为”俄罗斯人。1866年，柯罗连科的父亲突然去世，母亲含辛茹苦，以微薄的收入设法抚养了她的五个孩子，三个儿子和两个女儿。

## 受教育和第一次流放
柯罗连科在波兰的Rykhlinsky寄宿学校开始接受教育，随后在日托米尔和后来的罗夫诺语法学校继续学习，并在后者以银奖成绩毕业。在他的最后一年，他发现了尼古拉·涅克拉索夫和伊万·屠格涅夫的作品。 “就在那时，我找到了我真正的‘故乡’是俄罗斯文学的世界，”他后来写道。他还提到塔拉斯·舍甫琴科的诗歌和乌克兰民间传说给了自己很大影响。
1871年柯罗连科进入圣彼得堡技术学院就读，但经历了一年的极度贫困后，他不得不在1873年初退学。1874年他搬到莫斯科并进入莫斯科农林学院就读。1876年柯罗连科因集体信上签名，抗议逮捕一名同学而被开除，并被流放到沃洛格达地区。之后当局同意他母亲的恳请，将他流放到喀琅施塔得1877年8月柯罗连科进入圣彼得堡矿产资源研究所就读，成为 民粹派团体的活跃成员。八个月后，柯罗连科被一名第三处间谍告发并被捕。他首先被流放到了维亚特卡，然后在上沃洛乔克区坐了六个月的牢，后来到了托木斯克。柯罗连科最后获准在彼尔姆居住。

## 文学创作生涯

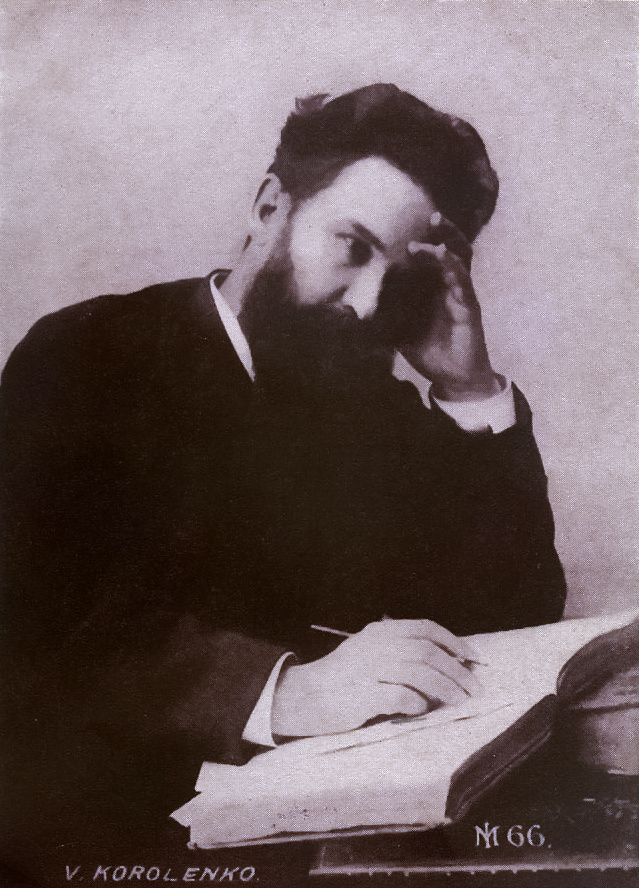
Young Korolenko

柯罗连科的第一篇短篇小说，半自传体的《寻觅者生活断片》讲述了一位年轻的Narodnik急切地寻求社会和思想上的身份的故事，发表在1879年的Slovo杂志上另一个故事《奇妙的姑娘》写于狱中，以手抄本的形式在各地流传，1893年才在伦敦出版。
1881年8月，在彼尔姆的柯罗连科拒绝宣誓效忠新沙皇亚历山大三世，再次遭遇流放。这次的流放地点是很远的Yakutia。他在雅库茨克附近的小村Amga度过了三年, 在这里他从事手工劳动，同时也研究当地风俗和历史。流放生活带给他丰富的创作资料，1885年他被允许到Nizhny Novgorod居住时，他开始系统整理这些笔记按照传记作家谢苗·文格诺夫的说法，柯罗连科开始称为当地的社会活动人士的核心，组织激进分子与专制造成的种种不幸进行斗争。
1885年出版的《马卡尔的梦》使柯罗连科名声大震。这部描绘了一位农民弥留之际对天堂的梦的短篇小说和其它的几篇以乌克兰和西伯利亚生活为主题的故事，比如《在不良公司里》、《木头的细语》组成了他的第一部小说集《速写与故事》，于1886年末出版。同样是在1886年，柯罗连科发表了他的短篇小说Slepoi Muzykant (Слепой музыкант)，这篇小说在作家生前就重印了15次，1896-1898年出版了《盲音乐家》为标题的英译本。
1893年，柯罗连科发表了《速写与故事》的第二部，其中包括自己在伏尔加河上的旅行所得。他的西伯利亚故事 "Sokolinets"收到了契诃夫的赞扬,后者于1888年1月9日的信中说"近来最杰出的短篇小说"认为这堪比一部完美的音乐作品。同年，柯罗连科作为记者参观了芝加哥博览会，写了中篇小说《语言不通》讲述了一位没受过教育的乌克兰农民，不懂英语在美国努力生存的故事。
1896年，柯罗连科举家迁往圣彼得堡，担任《俄罗斯财富》杂志的主笔。之后几年，他收到压力引起的精神疾病的折磨，1900年9月回到了波尔塔瓦。他恢复了自己的创造力，出版了《速写与故事》的第三部。此时，柯罗连科已经是很有名的俄罗斯作家了。1902年为抗议高尔基被开除出俄罗斯科学院，柯罗连科和契诃夫均辞去了自己的俄罗斯科学院院士。1905年9月，柯罗连科开始写自传《同时代人的历史》,但未能全部完成。

## 晚年
柯罗连科谨慎地接受了十月革命，认为这是历史的必然。但他很快就开始批评布尔什维克的专制。对于随后的俄国内战，他同时反对红色恐怖和白色恐怖，特别是两方在战争中都存在的残暴行为。他在试图解救被白军抓捕的布尔什维克的同时，也在给卢那察尔斯基的信中反对红军的红色恐怖。他认为"通向社会主义的过程应该建立在人性中较好的一面上"。後來即使柯罗连科重病缠身，他仍然忙于從莫斯科和彼得格勒募集食物，发放给无家可归的孤儿。他還被选为全俄帮助饥荒受害者委员会的名誉成员。1921年12月25日因肺炎去世。

## 主要作品
- 《勇敢的姑娘》（1880）塑造了一位具有坚强意志和勇敢精神的青年女革命者形象。
- 《弗洛尔·阿尔希普和耶纳古达之子梅纳赫姆的故事》（1886）反对托尔斯泰的勿以暴力抗恶的思想，提出通过人民武装斗争消灭暴力。
- 《嬉闹的河》（1891）以鲜明的浪漫主义手法描写巨浪翻腾的河流，象征俄国人民觉醒，社会革命的风暴即将来临[11]
- 《俘虏》（1917）

## 外部鏈接
- 弗拉基米尔·柯罗连科作品的电子书格式  - Standard Ebooks
- 弗拉基米尔·柯罗连科的作品  - 古騰堡計劃
- 互联网档案馆中弗拉基米尔·柯罗连科的作品或与之相关的作品
- 來自弗拉基米尔·柯罗连科的LibriVox公共領域有聲讀物